# Carolina (Maranhão)
Carolina é um município brasileiro do estado do Maranhão. Está localizado no sul do estado, à margem direita do rio Tocantins. É conhecido pelas suas diversas cachoeiras. Carolina é o ponto de apoio para a visita ao Parque Nacional da Chapada das Mesas, onde se localizam diversas cachoeiras e canyons.
Fica localizada também na área de influência da Usina Hidrelétrica de Estreito.
A área do município de Carolina é de 6.267,602 quilômetros quadrados, o que o coloca na posição 9 de 217 entre os municípios do estado do Maranhão.
| Fundação                 | 08/07/1859     |
| Emancipação Política     | 08/07/1859     |
| Gentílico                | CAROLINENSE    |
| Unidade Federatíva       | MARANHÃO       |
| Mesorregião              | SUL MARANHENSE |
| Microrregião             | PORTO FRANCO   |
| Distância para a capital | 860 KM         |

Fonte: Prefeitura Municipal de Carolina

## Historia

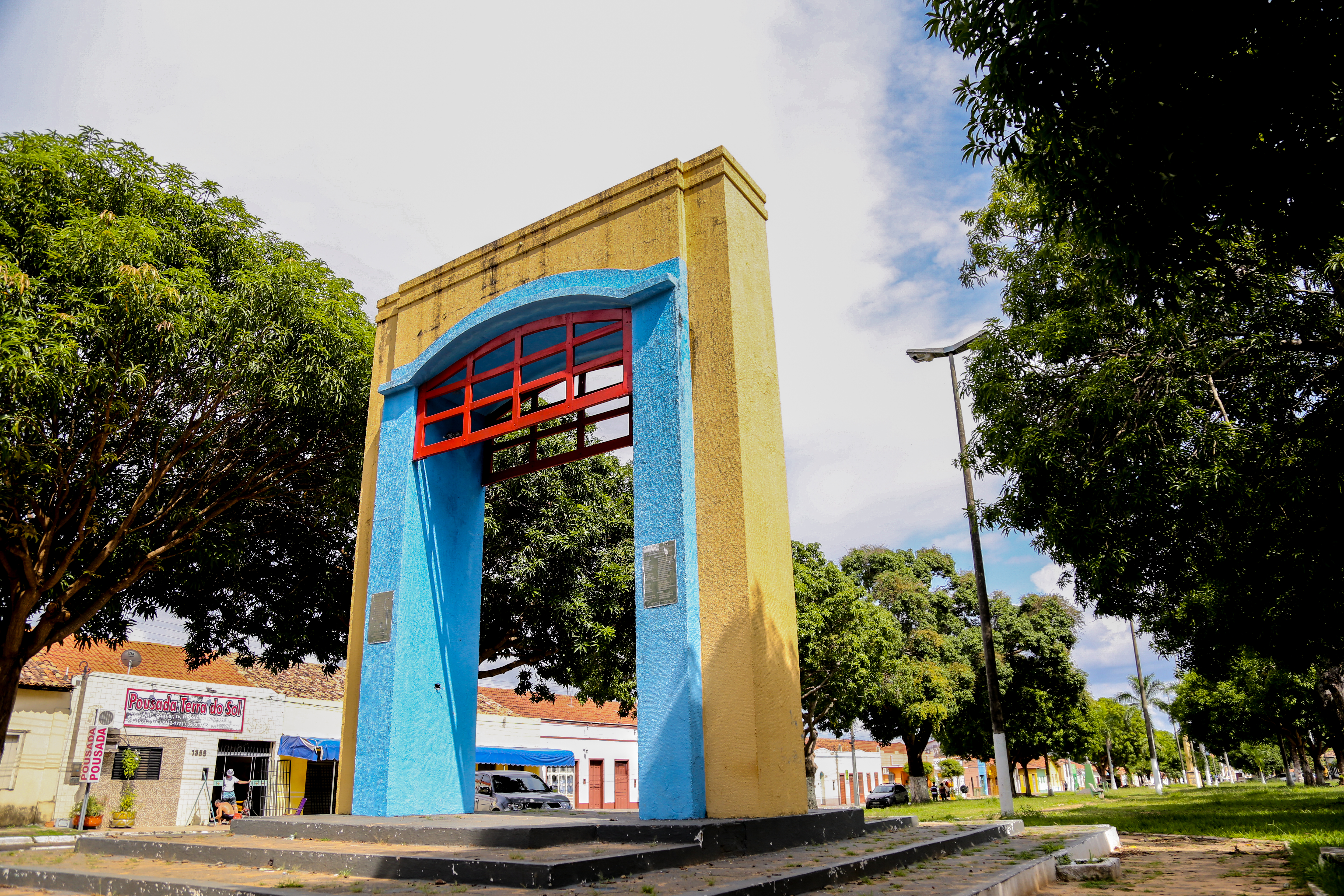
Centro Histórico de Carolina

Coube ao piauiense Elias Ferreira Barros, que habitava o sertão de Pastos Bons, percorrer o rio Tocantins até o Pará, em companhia de um índio e três escravos, em uma velha embarcação, trazendo carta do governo do Pará, apresentou-se ao governo do Maranhão para relatar o fato, o que contribuiu para o desenvolvimento da região.
No ano de 1809, Manoel Coelho Paredes e Elias Ferreira Barros vieram até o rio Tocantins, onde levantaram currais para o gado e se fixaram. Contudo, em 1810, abandonaram o local, por pressão de Pinto Magalhães, por alegação de que as terras da região pertenciam ao príncipe. Nisso, Pinto Magalhães tomou conta do lugar e lhe cedeu o nome de São Paulo de Alcântara, onde ficou até 1816, quando deixou a povoação, dado a sua decadência.
Em 1820, Elias Ferreira Barros, oriundo de Belém e vendo a situação do lugar, novamente ali se fixou, conseguindo consolidar a povoação. Em 1823, o deputado padre Camargo Gleury, em memória de nossa primeira imperatriz, deu ao novo povoado o nome de Carolina.
Em 1831, o povoado foi elevado à categoria de vila, quando o governo de Goiás fez transladar para São Pedro de Alcântara a vila de Carolina, mudando de jurisdição. Desse momento em diante, os governos doo Maranhão e Goiás viveram em constante litígio pela posse da vila, até 1854, quando pelo decreto n° 773, de 23 de agosto, a questão foi encerrada, reincorporando-se o discutido vilarejo ao território maranhense, com o nome de Carolina.

## Geografia
Com uma latitude de 7°19'58 sul e longitude de 47°28'08 oeste, localiza-se próximo à divisa com o Tocantins, ao Sul do estado, em uma altitude de 148 metros, em média. A cidade é separada da cidade de Filadélfia (Tocantins) pelo Rio Tocantins. A maioria das áreas do município é considerada plana com leves acentuações, possui também áreas com declives elevados. O solo é Arenoso e argiloso. Dispõe ainda de alguns cânions, cavernas e formações rochosas (Platôs – bloco de rocha arenítica) que lembram esculturas. O pico mais alto do município é o Morro do Chapéu (365 metros).

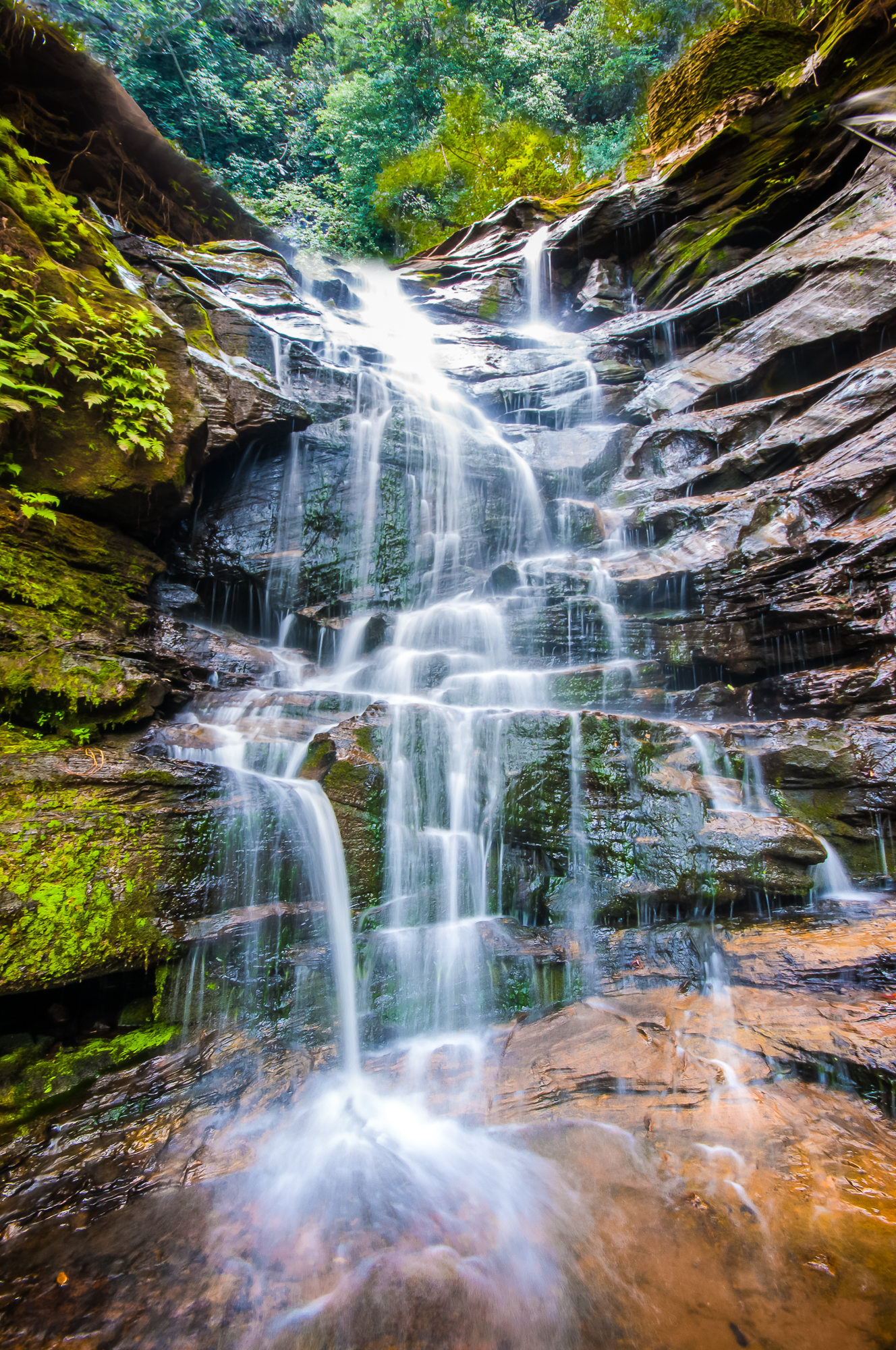
Cachoeira em Carolina.

A rede hidrográfica do município é bastante rica, formada por rios perenes e temporários. Os rios pertencem a duas bacias hidrográficas: Tocantins e Paranaíba. Além de ser banhada pelo Rio Tocantins, Rio Lajes, Rio Farinha, Rio Itapecuru, Rio Manoel Alves, Rio Sereno, Carolina é cortada por rios menores e diversos riachos e córregos cortam a sede e o interior do município.
As condições ecológicas da área dos municípios de Riachão e Carolina são consideradas com a predominância do cerrado, especialmente do tipo cerradão. Podemos observar a presença de matas isoladas e matas ciliares. A sua vegetação é composta por Cerrados, Caatingas, Chapadas, Várzeas e Brejos. Os campos são encontrados em menor número. Há também nos baixões existência de madeira de lei como: aroeira, pau’darco, tamburi, angelim, jatobá, cedro, sucupira, etc. Camaçari e Canjirana são encontradas nas matas ciliares. São plantas extrativas: pequi, bacuri, buriti, bacaba, caju, açaí, cajá, etc.
O clima do município de Carolina é o tropical com duas estações bem distintas: uma chuvosa, que vai de outubro até abril, e outra seca, de maio a setembro. A pluviosidade média anual é de aproximadamente 1.770 mm. Segundo dados do Instituto Nacional de Meteorologia (INMET), desde 1931 a menor temperatura registrada em Carolina foi de 10,5 °C em 21 de julho de 1942 e a maior atingiu 41,1 °C em setembro de 2019, nos dias 18 e 20. O maior acumulado de precipitação em 24 horas alcançou 153,9 milímetros (mm) em 16 de fevereiro de 2007.
| Dados climatológicos para Carolina                                                       | Dados climatológicos para Carolina | Dados climatológicos para Carolina | Dados climatológicos para Carolina | Dados climatológicos para Carolina | Dados climatológicos para Carolina | Dados climatológicos para Carolina | Dados climatológicos para Carolina | Dados climatológicos para Carolina | Dados climatológicos para Carolina | Dados climatológicos para Carolina | Dados climatológicos para Carolina | Dados climatológicos para Carolina | Dados climatológicos para Carolina |
| Mês                                                                                      | Jan                                | Fev                                | Mar                                | Abr                                | Mai                                | Jun                                | Jul                                | Ago                                | Set                                | Out                                | Nov                                | Dez                                | Ano                                |
| ---------------------------------------------------------------------------------------- | ---------------------------------- | ---------------------------------- | ---------------------------------- | ---------------------------------- | ---------------------------------- | ---------------------------------- | ---------------------------------- | ---------------------------------- | ---------------------------------- | ---------------------------------- | ---------------------------------- | ---------------------------------- | ---------------------------------- |
| Temperatura máxima recorde (°C)                                                          | 37,1                               | 36,8                               | 36,5                               | 36,5                               | 38,1                               | 37,5                               | 38,5                               | 40,1                               | 41,1                               | 40,9                               | 38,9                               | 38,7                               | 41,1                               |
| Temperatura máxima média (°C)                                                            | 31,3                               | 31,5                               | 31,6                               | 32,1                               | 32,9                               | 33,9                               | 35                                 | 36,4                               | 36,3                               | 34,2                               | 32,4                               | 31,6                               | 33,3                               |
| Temperatura média compensada (°C)                                                        | 26,1                               | 26,2                               | 26,3                               | 26,8                               | 27,1                               | 27                                 | 27,4                               | 28,7                               | 29,4                               | 28,1                               | 27,1                               | 26,5                               | 27,2                               |
| Temperatura mínima média (°C)                                                            | 22,6                               | 22,7                               | 23                                 | 23,1                               | 22,7                               | 21,2                               | 20,4                               | 21,5                               | 23,3                               | 23,3                               | 23,1                               | 22,8                               | 22,5                               |
| Temperatura mínima recorde (°C)                                                          | 16,1                               | 16,5                               | 15,9                               | 16,7                               | 13,5                               | 13,1                               | 10,5                               | 10,8                               | 15,1                               | 16,7                               | 16,9                               | 16,5                               | 10,5                               |
| Precipitação (mm)                                                                        | 303                                | 289                                | 293                                | 206,3                              | 91,6                               | 13,1                               | 7,4                                | 9                                  | 37,5                               | 116,9                              | 174,3                              | 231                                | 1 772,1                            |
| Dias com precipitação (≥ 1 mm)                                                           | 17                                 | 17                                 | 18                                 | 13                                 | 7                                  | 1                                  | 1                                  | 1                                  | 3                                  | 8                                  | 10                                 | 13                                 | 109                                |
| Umidade relativa compensada (%)                                                          | 83,4                               | 83,6                               | 84,3                               | 82,5                               | 76,9                               | 65,8                               | 55,4                               | 47,9                               | 54,3                               | 69,4                               | 78,1                               | 81,5                               | 71,9                               |
| Insolação (h)                                                                            | 146,1                              | 133,7                              | 149,2                              | 176,7                              | 235,2                              | 285,7                              | 307,4                              | 298,7                              | 233                                | 176,3                              | 147,4                              | 141,7                              | 2 431,1                            |
| Fonte: INMET (normal climatológica de 1991-2020; recordes de temperatura: 1931-presente) |                                    |                                    |                                    |                                    |                                    |                                    |                                    |                                    |                                    |                                    |                                    |                                    |                                    |

Meio Ambiente
O bioma predominante do município de Carolina é o cerrado.
| Área urbanizada [2019]                | 6,84 km²     |
| Esgotamento sanitário adequado [2010] | 28,3%        |
| Arborização de vias públicas [2010]   | 87,5%        |
| Urbanização de vias públicas [2010]   | 0%           |
| Sistema Costeiro-Marinho [2019]       | Não pertence |

Fonte: IBGE

## Demografia
A população total de Carolina é de 24.062 habitantes (censo 2022). A área total do município de Carolina é de 6.267,675 km², perfazendo portanto uma densidade demográfica de 3,84 hab/km². A estimativa do crescimento populacional para o ano de 2024 era de 24.606 habitantes.

## Estrutura

### Transporte
Pode-se chegar a cidade de Carolina por via aérea a partir de Imperatriz (MA), Teresina (PI), e Araguaína (TO), e recentemente teve seu aeroporto reinaugurado, recebendo voos diários da companhia Sete Linhas Aéreas. Por via rodoviária a partir de Imperatriz, Teresina, e Araguaína (100KM). Ou por via ferroviária pela estrada de ferro São Luís/Carajás descendo em Açailandia-MA (300 km).

## Sistema de comunicação
A cidade conta com sinal de celular das principais operadoras do país, telefonia fixa e internet.

## Lazer
Carolina consolidou-se como destino para o turismo de negócios, de eventos, de lazer e ecoturismo da região sul maranhense. Carolina é o principal e mais próximo ponto de apoio da região turística estadual classificada como "Pólo das Águas e o Parque Nacional da Chapada das Mesas".

### Parque Nacional da Chapada das Mesas

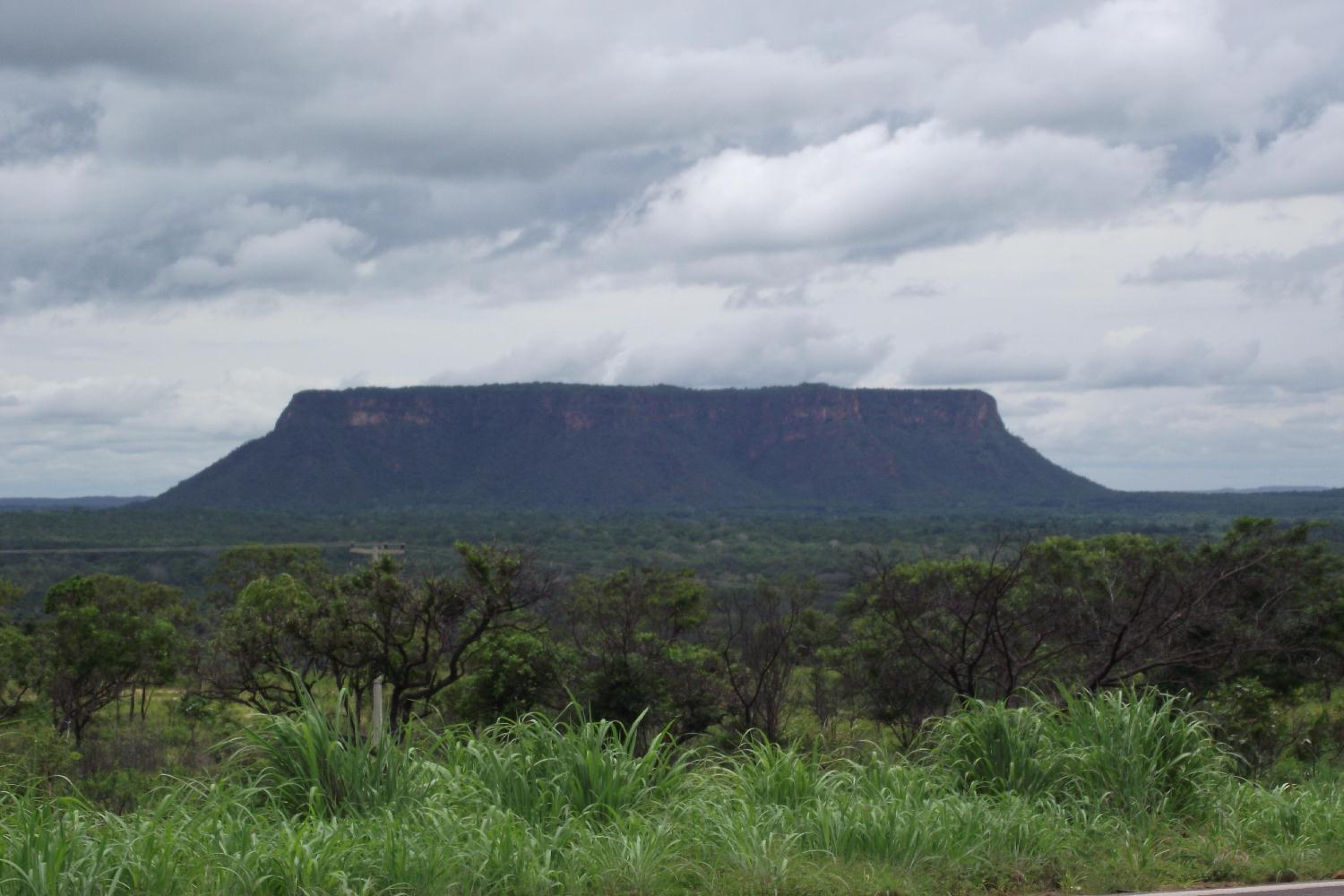
Morro do Chapéu.

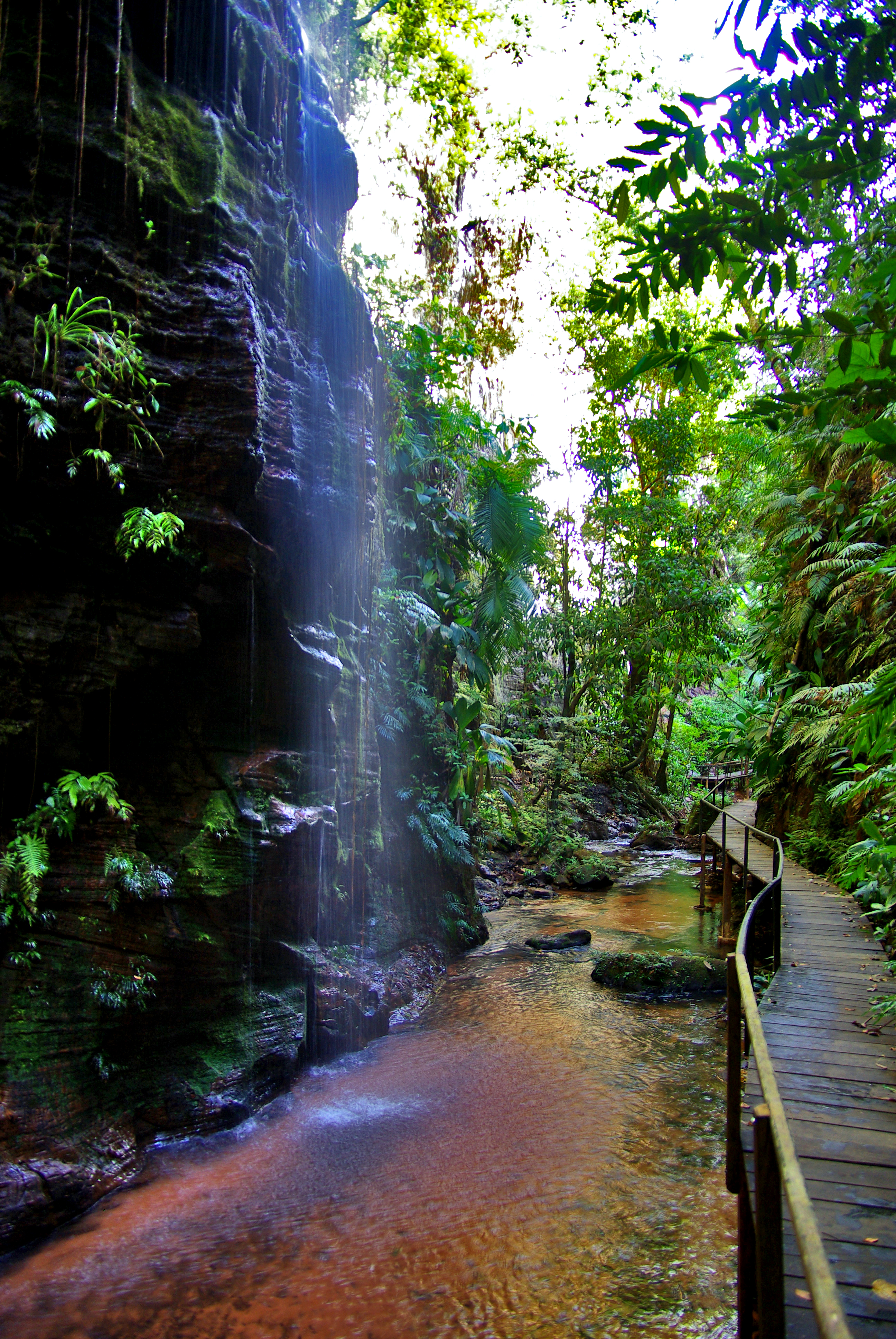
Cachoeira da Pedra Caída.

O Parque Nacional da Chapada das Mesas é constituído de formações rochosas que formam a Chapada das Mesas, como o Morro do Chapéu, Morro do Dedo, Morro do Gavião, Portal da Chapada, Morro do Macaco e muitos outros cenários de muita beleza. A Chapada das Mesas recebeu esse nome por possuir morros de grandes alturas que tiveram suas superfícies planificadas pela erosão, a maioria deles lembrando o formato de mesas, e tem como atração turística o turismo ecológico com suas lindas paisagens vegetativas, as praias do rio Tocantins, cachoeiras e os chapadões.

### Cachoeiras
Ao visitar a cidade, poderão ser vistos ao longo do percurso:
- Cachoeira da Pedra Caída: Para atingir a cachoeira, percorre-se uma trilha em meio a vegetação e outras pequenas cachoeiras, descendo por uma longa escada. Trata-se de um rio que, ao encontrar um buraco, despenca em forma da cachoeira de 50 metros, formando uma generosa piscina natural e seguindo seu curso. É uma visão inesquecível. O local conta com serviço de bar, restaurante e chalés.
- Cachoeira da Prata: A Cachoeira do Prata está localizada no Rio Farinha, numa região não tão desbravada, selvagem pode-se dizer. As pessoas que moram por perto são típicos sertanejos, valorizam o lugar onde moram. Fica próxima da cachoeira de São Romão.
- Cachoeiras Itapecuru: As cachoeiras ficam localizadas junto à BR-230, 33 km distante de Carolina, 66 km de Riachão, 130 km distante de Balsas e lá você encontrará duas lindas cachoeiras que caem de 12 metros e formam uma enorme piscina natural com rochas que a circundam, praias e pequenas ilhas. O local conta com serviço de bar, restaurante e chalés.
- Ilha dos Botes: a A Ilha dos Botes, banhada pelas águas do rio Tocantins, preserva uma exuberante mata virgem formada por babaçuais nativos e coqueiros e ainda guarda na época de veraneio as mais belas praias de águas límpidas margeada por pequenas dunas nos seus sete quilômetros de extensão.
- Morro das Figuras: próximo à cachoeira da Prata, a 40 km de Carolina com formação rochosa com diversas inscrições rupestres recentemente descobertas por arqueólogos, que acreditam ser de autoria de índios craôs descendentes dos tupis-guaranis.
- Morro do Chapéu: com seus 378 metros de altura. Leva o nome por causa do formato. O morro do chapéu é um dos mais belos cartões postais da região de chapada. Da parte superior de sua formação é possível contemplar toda região, observando a ilha dos botes, o rio Tocantins, a cidade de Carolina além das demais formações de platôs que compõe o cenário da Chapada das Mesas. Pode ser visto também durante o percurso (estrada) entre Estreito, Carolina e Riachão.
- Portal da Chapada: de fácil acesso, mas só para quem conhece bem o local (deve se subir por trás). O morro que fica na estrada para as cachoeiras da Pedra caída, possibilita impressionante visão da Chapada das Mesas. Além disso, fato interessante é que em uma das paredes do morro há uma cratera com o formato do mapa do Estado do Tocantins.
- Praias do Tocantins: conhecida por todos que passam pela região sul do Maranhão, o local é bastante cheio. Apesar de serem mais conhecidas como as praias de Carolina, elas aparecem do lado do Estado de Tocantins, na cidade de Filadélfia. As praias começam a aparecer quando o rio baixa, a partir do mês de junho e só desaparecem no final do mês de outubro. O local conta com serviço de bar e restaurante.

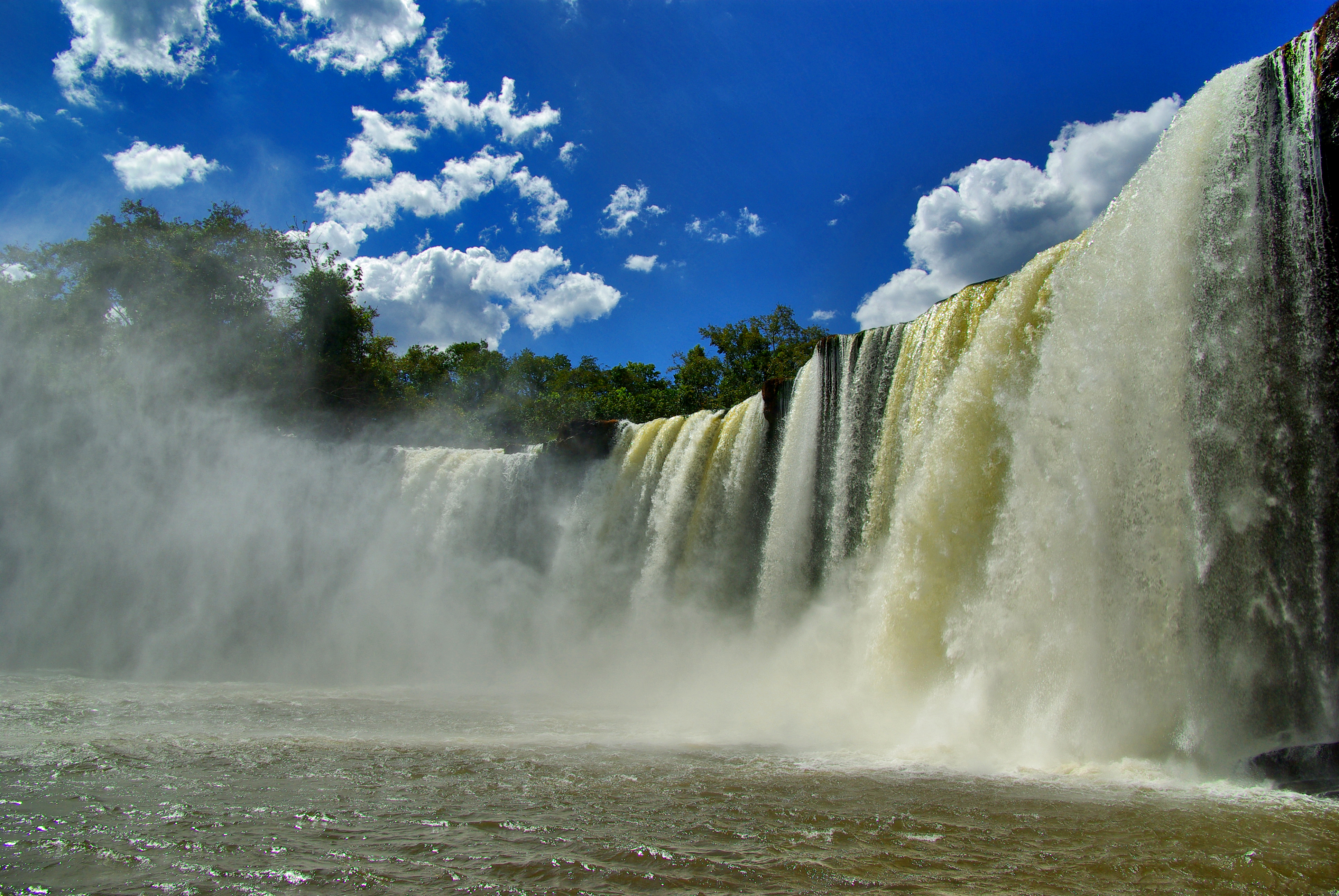
Cachoeira de São Romão.

- Cachoeira do São Romão: A Cachoeira de São Romão é uma queda d'água lindíssima, localizada no Rio Farinha, um afluente do Rio Tocantins, a 70 quilômetros de Carolina. O acesso a essa cachoeira se faz por uma boa parte em estrada de chão, sendo necessário um veículo de tração como pick-ups e jeeps. O que torna o passeio uma aventura ainda mais emocionante. O local conta com serviço de bar, restaurante e chalés.
- Cachoeira do Dodó: Localizada em propriedade particular, e 34 km da cidade de Carolina. Lá você vai conhecer as águas mornas da cachoeira do seu Dodô e as inúmeras pequenas cachoeiras que formar um lugar quase virgem. O lugar posui bar, restaurante e até barracas que lhe permitem pernoitar.Cachoeiras Itapecuru.

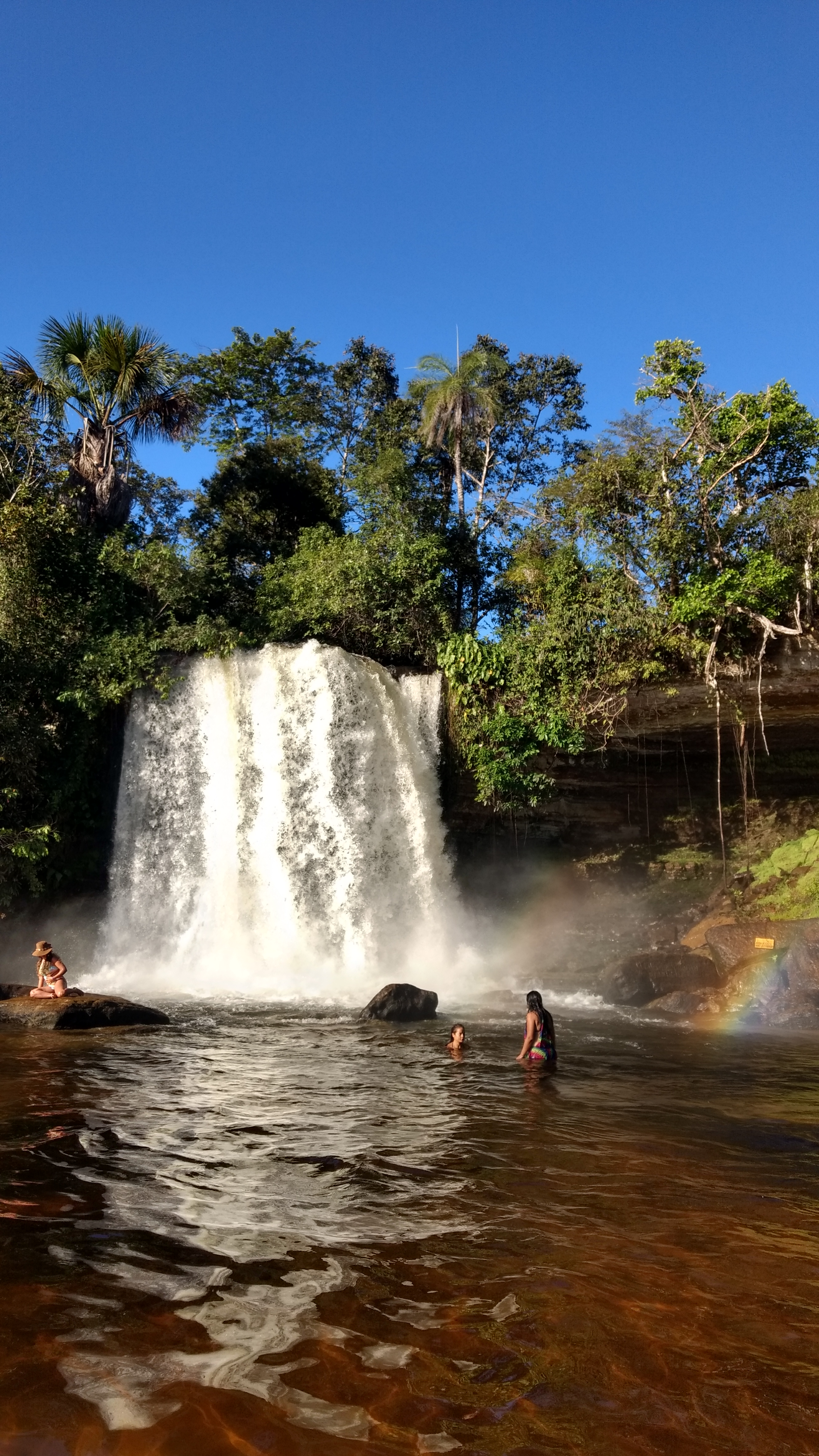
Cachoeiras Itapecuru.

- Balneário Praiolandia: É mais uma opção de lazer que fica a 3 km do centro, via BR-230 o Balneário possui bar e restaurante, fica as margens do Rio Lajes.
- Balneário Queda D'água: Fica a 30 km do centro da cidade via BR 230 no povoado Itapecuruzinho, onde se encontra paz e sossego para desfrutar da natureza e das águas cristalinas. O local oferece serviço de hospedagem (chalés) e alimentação.
- Poço Azul: Fica localizado no Rio Cocal, no município de Riachão. A uma distância de 130 km de Carolina. É o local mais paradisíacos da Chapada das Mesas, a água cristalina em uma piscina natural com mais de 5 metros de profundidade de águas cristalinas que encanta a todos.
- Encanto Azul: Fica localizado no Rio Cocal, no município de Riachão. Não há como não se encantar por esta beleza natural de água límpida, cristalina e temperatura perfeita para o banho, e apreciação dos peixes. Não esqueça de trazer óculos para mergulho.
- Cachoeira do Ilia: Cachoeira que fica a 20 km de Carolina em estrada de terra. O acesso é através da estrada que passa perto do Morro do Chapéu. Recomenda-se ir de moto, ou caminhonetes e jipes. Sua beleza está na água de sua queda d'água que escorre pelo paredão e na água limpa do rio.
- Cachoeira da Garrafal: Pequena cachoeira de águas cristalinas, possui um ótimo banho, a água tem temperatura agradável, indicada para o calor da região. Fica localizada a 24 km da cidade, seguindo o mesmo caminho para se chegar à Cachoeira do Ilia. O acesso pode ser feito de motocicletas, ou 4x4, pois o terreno é um pouco acidentado e algumas partes com bastante areia.Montanhas do Parque Nacional da Chapada das Mesas.

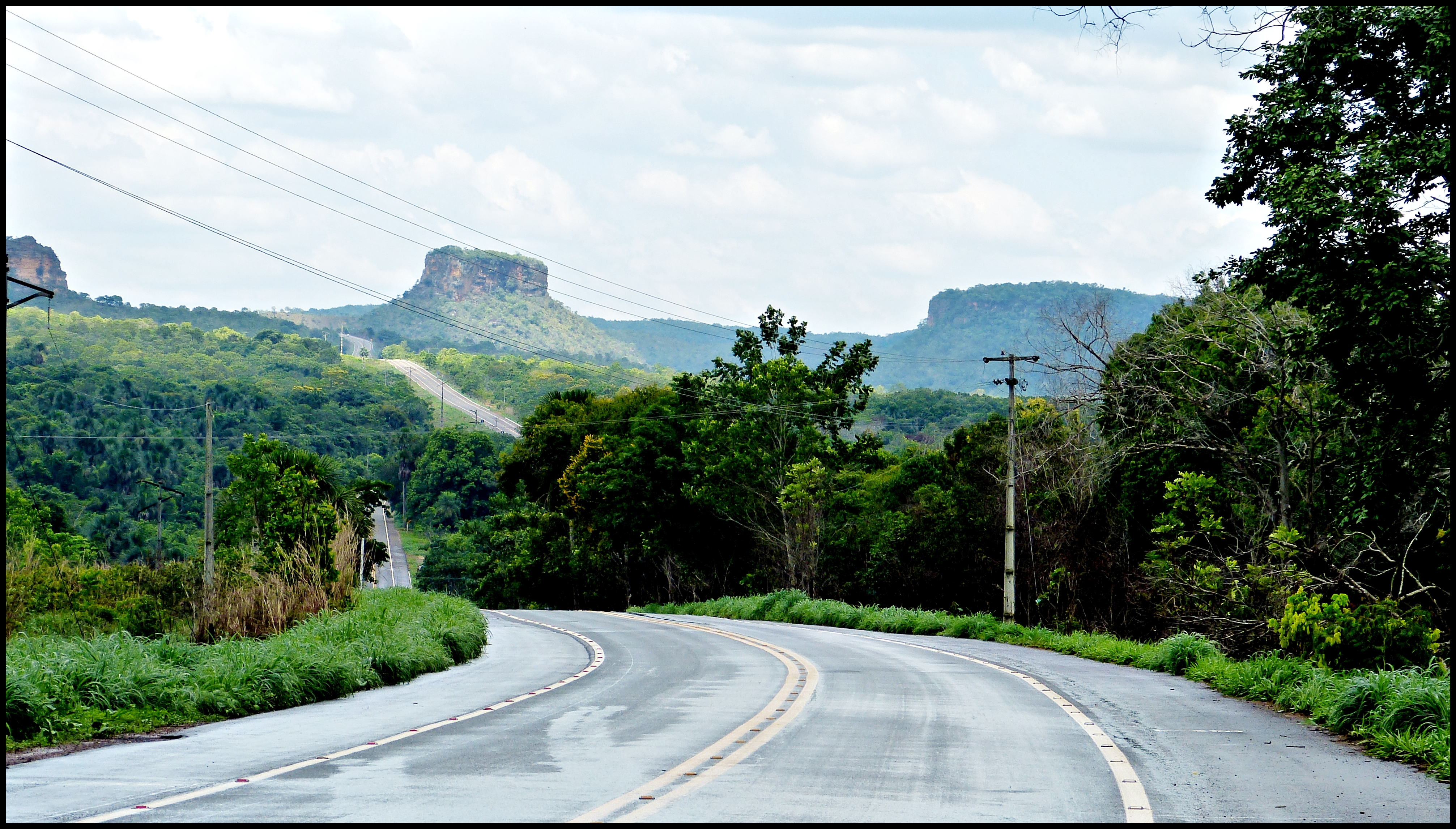
Montanhas do Parque Nacional da Chapada das Mesas.

- Rio Tocantins: Um dos principais rios brasileiros, divide os estados do Maranhão e do Tocantins, proporcionando a pesca como atividade comercial e cenários de rara beleza, principalmente o pôr-do-sol visto de Carolina. No Rio Tocantins temos como principais atrativos as praias que aparecem nos meses de junho a agosto e a Ilha dos Botes.
- Cachoeira do Capelão e Caverna: O atrativo caracteriza-se por uma pequena caverna e lago formados pela força das águas da cachoeira do Capelão no arenito friável.
- Cachoeira de Santa Bárbara: A Cachoeira de Santa Bárbara, uma queda de 75 metros fica localizada no município de Riachão. A uma distância de 130 km de Carolina. Fica ao lado do poço azul, chega-se ao local depois de uma trilha de 5 minutos.

## Economia
A base da economia de Carolina está no Comércio, Agricultura, Pecuária, Extrativismo e Turismo.
Em 2021, o PIB per capita do município de Carolina era de R$ 21.777,14. Comparando-se com outros municípios do estado do Maranhão, ficava na posição 23 dentre as 217 cidades do Estado. Já o percentual de receitas externas em 2023 era de 91,23%, o que o colocava na posição 145 de 217.
| PIB per capita [2021]                                                                           | 21.777,14 R$      |
| Índice de Desenvolvimento Humano Municipal (IDHM) [2010]                                        | 0,634             |
| Total de receitas brutas realizadas [2023]                                                      | 118.434.456,38 R$ |
| Transferências correntes (Percentual em relação às receitas correntes brutas realizadas) [2023] | 91,23 %           |
| Total de despesas brutas empenhadas [2023]                                                      | 124.217.802,90 R$ |

Fonte: IBGE
| Salário médio mensal dos trabalhadores formais [2022]                                             | 1,6 salários mínimos |
| Pessoal ocupado [2022]                                                                            | 3.526 pessoas        |
| População ocupada [2022]                                                                          | 14,65 %              |
| Percentual da população com rendimento nominal mensal per capita de até 1/2 salário mínimo [2010] | 46 %                 |

Fonte: IBGE

## Educação
Em 2010, a taxa de escolarização de 6 a 14 anos de idade do município de Carolina era de 95,1%. Comparando-se com outros municípios do estado do Maranhão, ficava na posição 174 de 217. Já o Índice de Desenvolvimento da Educação Básica (IDEB), no ano de 2023, para os anos iniciais do ensino fundamental na rede pública era 4,5 e para os anos finais, 4,2.
| Taxa de escolarização de 6 a 14 anos de idade [2010]             | 95,1 %           |
| IDEB – Anos iniciais do ensino fundamental (Rede pública) [2023] | 4,5              |
| IDEB – Anos finais do ensino fundamental (Rede pública) [2023]   | 4,2              |
| Matrículas no ensino fundamental [2023]                          | 3.977 matrículas |
| Matrículas no ensino médio [2023]                                | 770 matrículas   |
| Docentes no ensino fundamental [2023]                            | 250 docentes     |
| Docentes no ensino médio [2023]                                  | 43 docentes      |
| Número de estabelecimentos de ensino fundamental [2023]          | 39 escolas       |
| Número de estabelecimentos de ensino médio [2023]                | 3 escolas        |

Fonte: IBGE

## Saúde
Em 2022, a taxa de mortalidade infantil média na cidade de Carolina era de 19,17 para 1.000 nascidos vivos. Já as internações devido a diarreias eram de 1.471,2 para cada 1.000 habitantes. Comparando-se com todos os municípios do estado do Maranhão ficava nas posições 60 e 14 de 217. Além disso, em 2009, o município contava com 13 estabelecimento de saúde ligados ao Sistema Único de Saúde (SUS).  

## Cultura

### Culinária
A gastronomia Carolinense é rica e bastante diversificada onde destacam-se os pratos a base de peixe de água doce como: surubim no leite de coco e pirão, pacu, tambaqui e tambacu fritos, assim como a carne de sol com macaxeira frita e a galinha caipira ao molho pardo. Entre as frutas regionais encontramos o cupuaçu, araçá, cajá, maracujá, coco d’água, além dos famosos doces caseiros de casca de laranja, jaca, manga, buriti, banana passa.
A gastronomia se constitui, sem dúvida nenhuma, em um traço importante da cultura de um povo. A culinária Carolinense é rica e bastante diversificada, onde se destacam os pratos a feitos com peixe de água doce da região como o surubim, pacu, tambaqui e tambacu, assim como pratos à base de carne seca. Uns ingredientes muito utilizados na culinária Carolinenses são os derivados da mandioca como a tapioca e a puba.
Os doces feitos pelas doceiras da cidade à base de casca de laranja, jaca, manga, buriti, banana e bacuri são famosos em toda a região. Os principais pratos típicos carolinenses são: Grolado de puba - Prato feito com “puba”, uma farinha derivada da mandioca, que é misturada em uma panela com água e levada ao fogo até ficar levemente escaldada; Peixe ao leite de coco - Prato preparado com peixes dos rios da região, cozido com azeite, temperos verdes, leite de coco e pimenta. Geralmente é servido em panela de barro, acompanhado de arroz branco; Vatapá de galinha - Prato feito com peito de frango desfiado, leite de coco e pimenta a gosto. É muito consumido nas festas tradicionais da cidade; Paçoca de carne seca - Preparado com carne seca e farinha de mandioca que são misturados e batidos em um pilão. É consumido como tira-gosto ou como complemento em refeições; Mangulão ou bolo de roda - Caracterizado pelo seu formato redondo, é feito à base de mandioca e leite. É um bolo salgado muito consumido nas comemorações religiosas da cidade e como componente do café da manhã e jantar; Bolo frito de tapioca - Bolo salgado feito de tapioca que, quando pronto, fica com uma consistência crocante. É tradicionalmente consumido durante o café e jantar; Anel de bispo - Bolo salgado com formato de anel feito à base de tapioca que é muito consumido no café da manhã e lanches da tarde e Língua de mulata - Bolo doce preparado à base de farinha de trigo, manteiga e leite de coco. É servido polvilhado com açúcar e canela.
Os famosos doces da cidade, são preparados com as frutas da região. As frutas são cortadas e cozidas em calda de açúcar e temperadas com ervas e especiarias que dão um especial sabor aos deliciosos doces de Carolina. Os mais procurados são os doces de casca de laranja, tijolo de jaca, manga, buriti, banana passa, bacuri e buriti.

### Folclore
Em Carolina são várias as manifestações do imaginário popular quanto a seres lendários ou mitológicos, que mantêm acesa a chama da herança cultural Carolinense, passada de geração em geração. Os mais conhecidos são as lendas de antigas aldeias indigenas que habitavam o local e das ondas ufológicas que supostamente foram vistas por populares de Carolina.

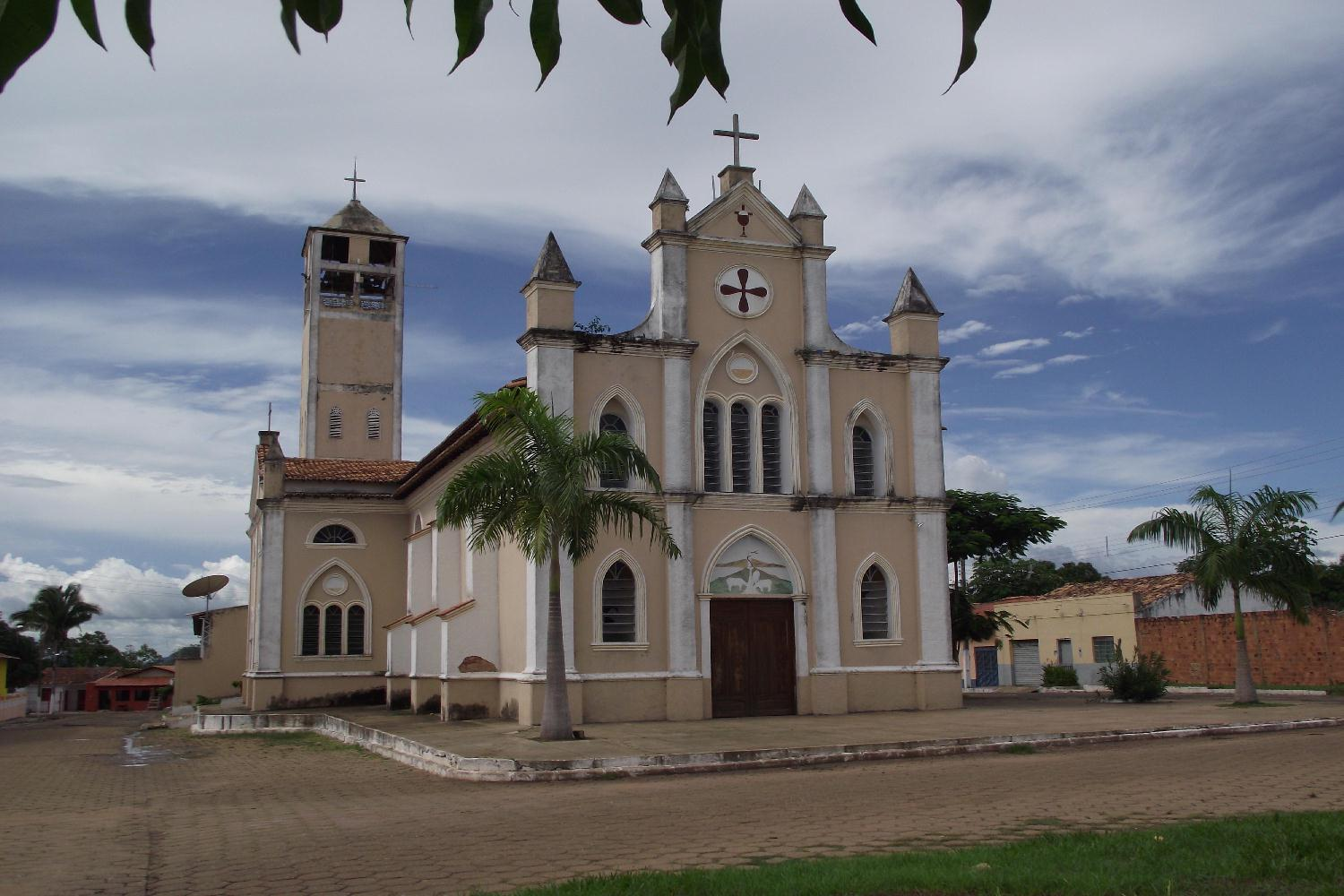
Catedral São Pedro de Alcântara.

### Eventos
Os principais eventos da cidade são: Festa de ano novo, Carnaval, Vaquejada, Aniversário da Cidade, Carolina Country, Ilhas dos Botes e o período das Praias, Festa Junina, Festejo de São Pedro de Alcântra, Enduro do Cerrado e festejo de São Sebastião.

## Galeria

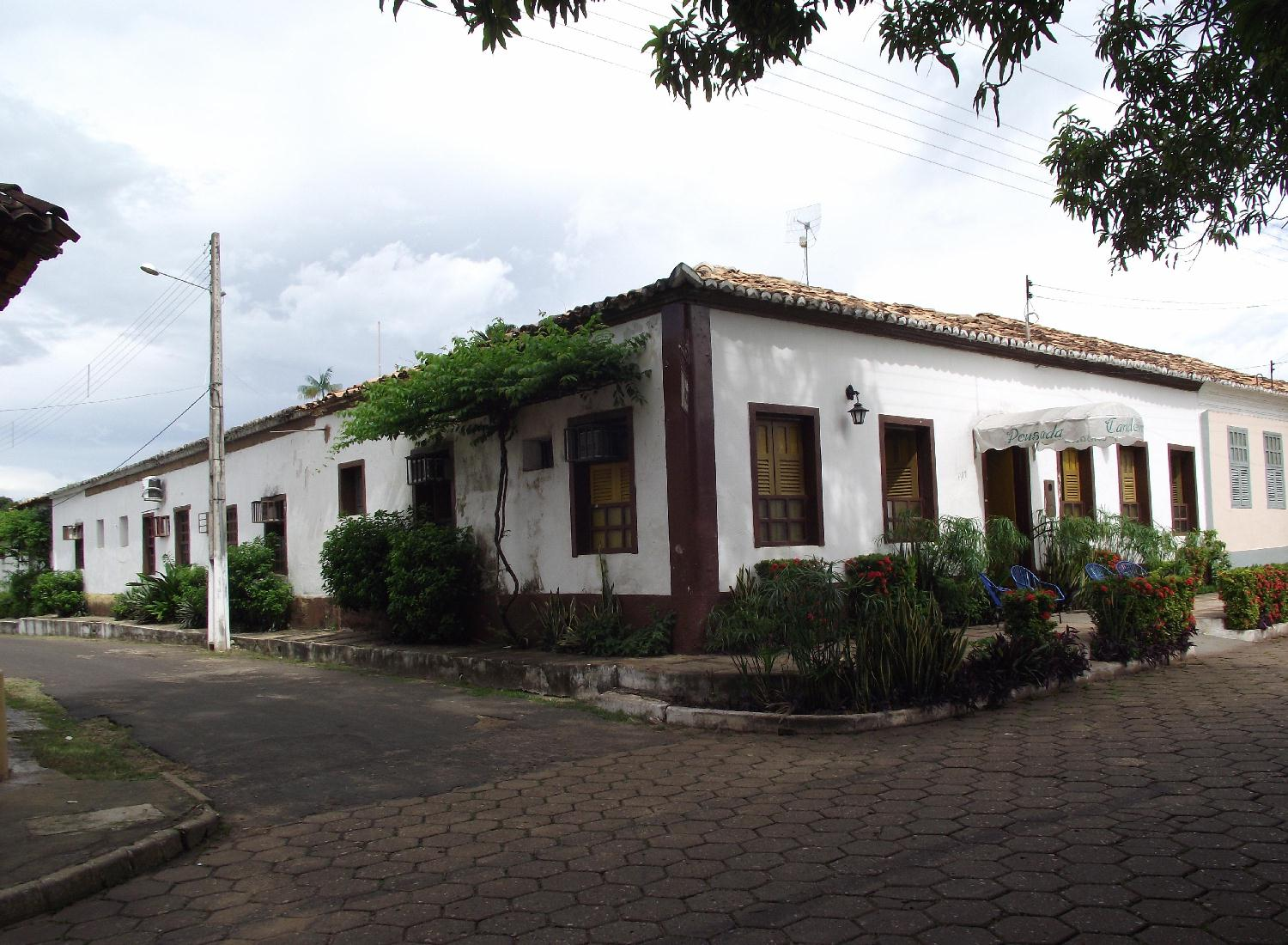
Antigos casarões da Avenida Getúlio Vargas.
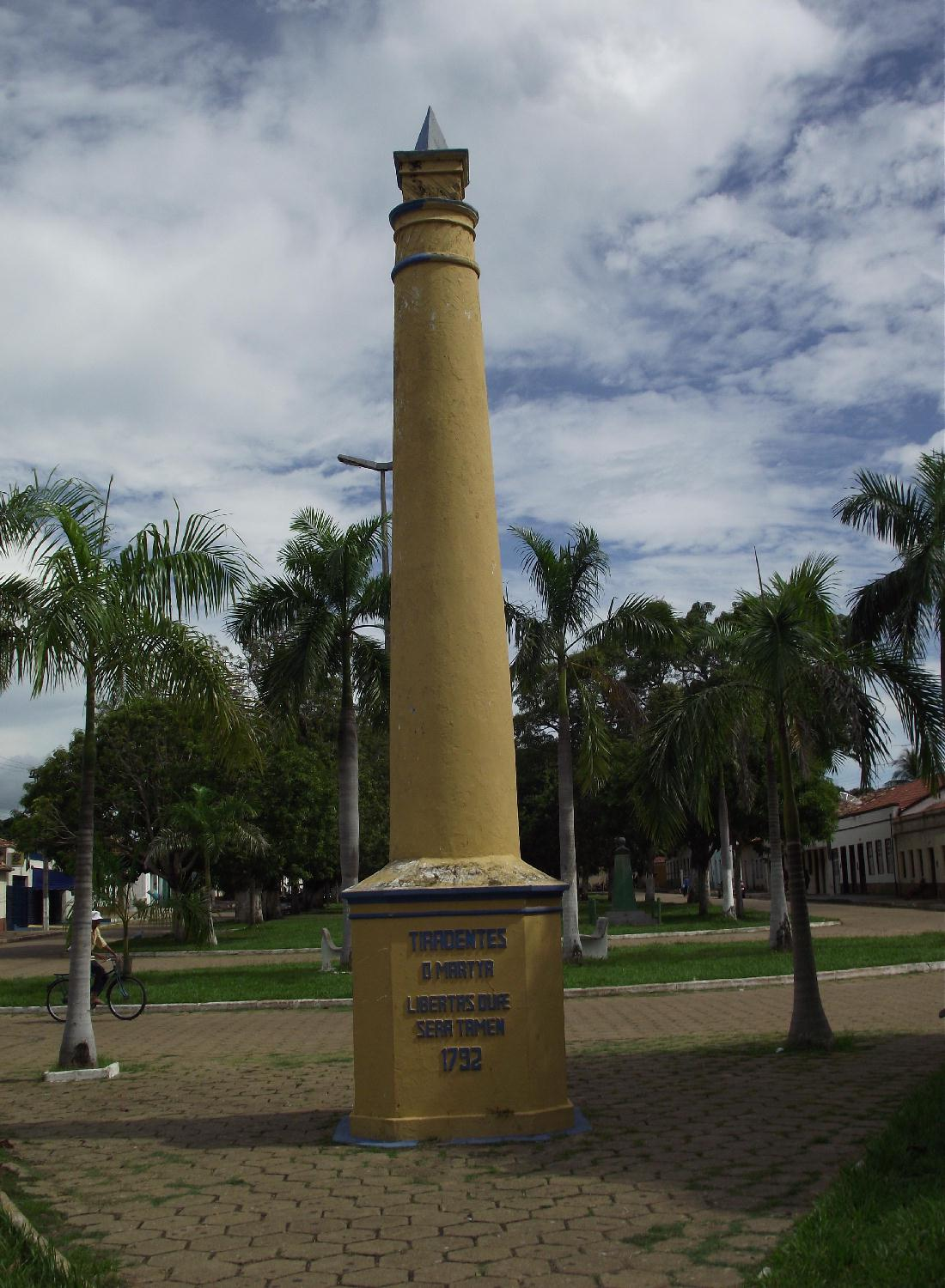
Obelisco em homenagem a Tiradentes.
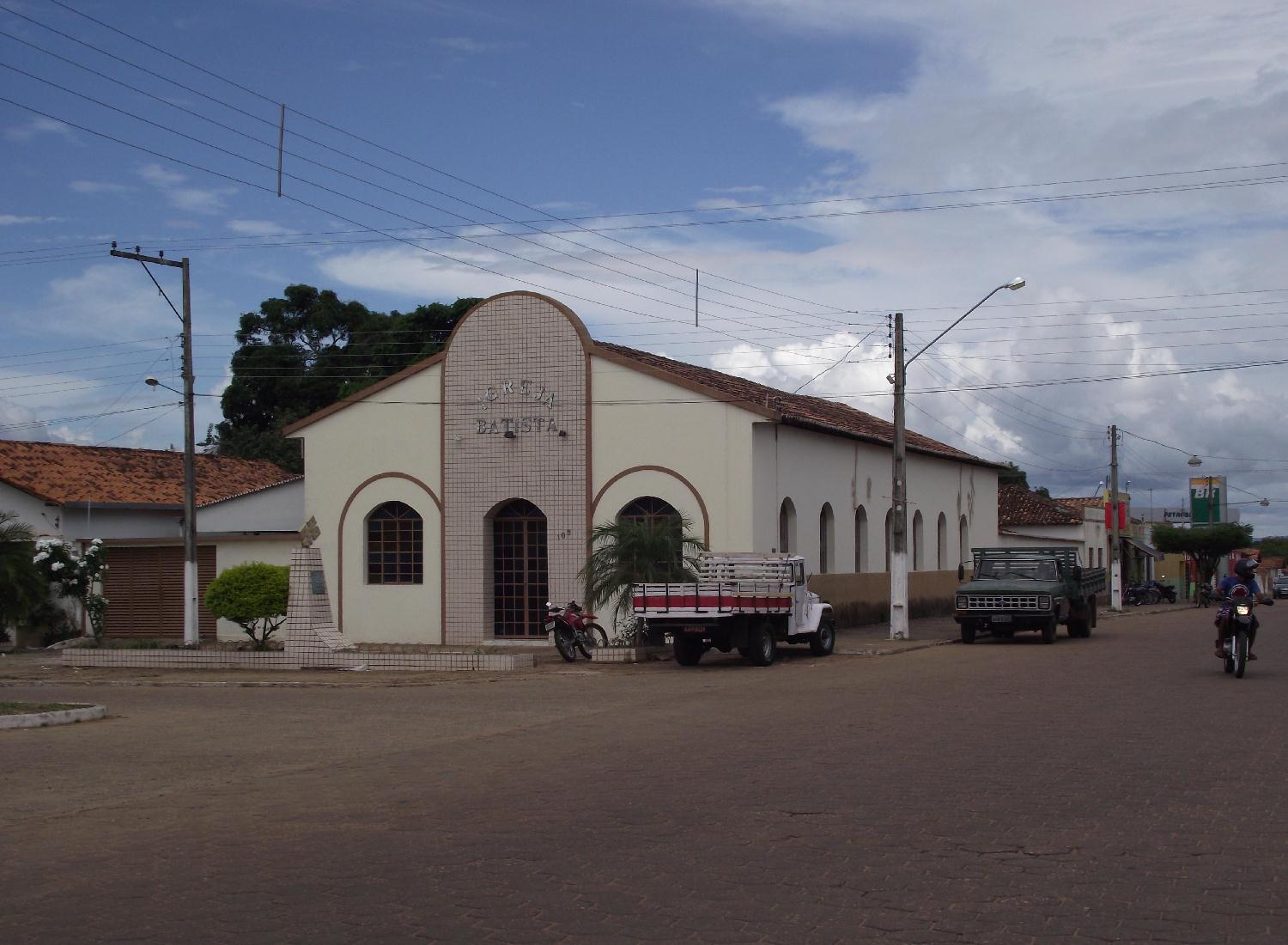
Igreja Batista de Carolina.
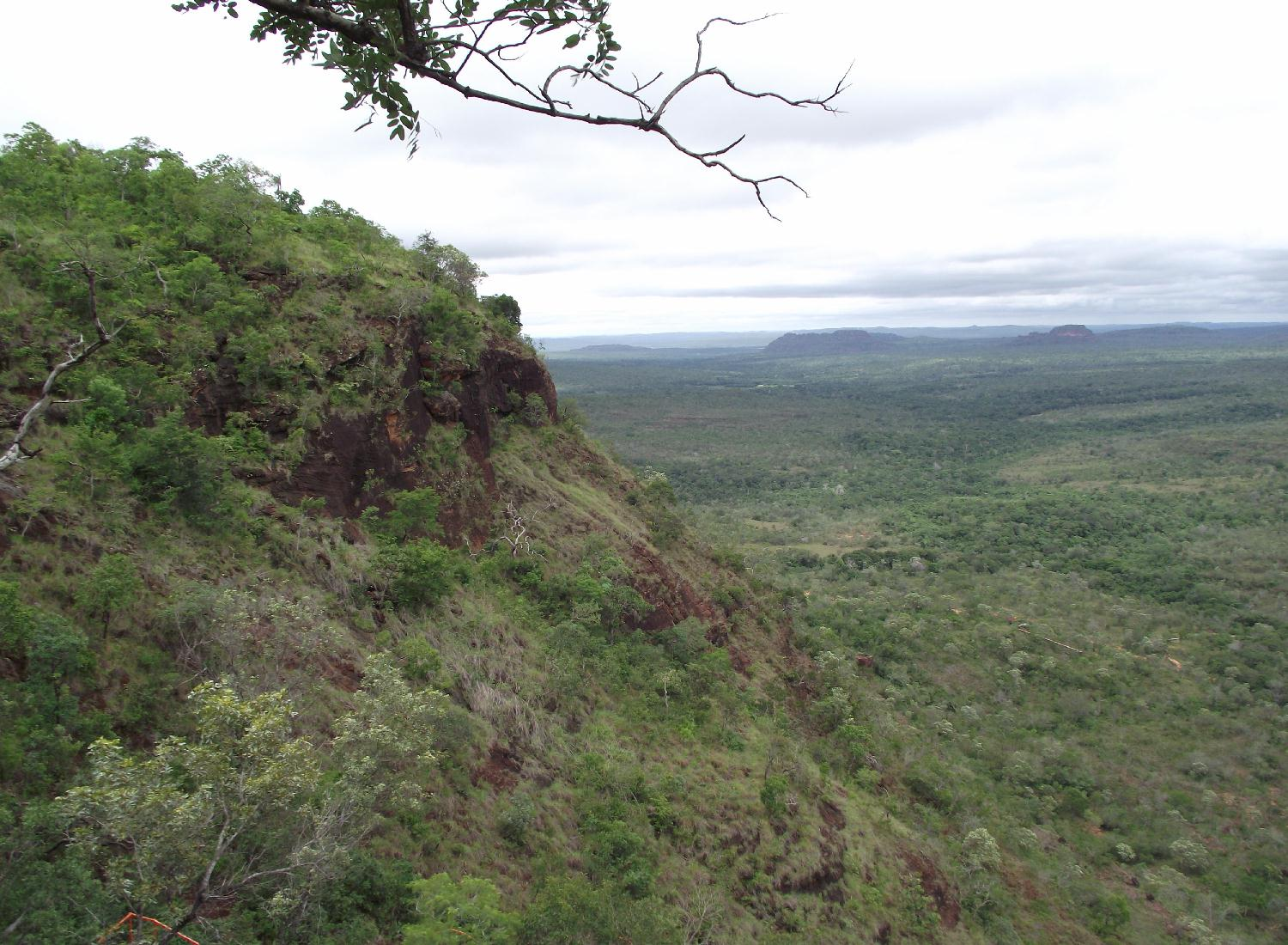
Parque Nacional da Chapada das Mesas.
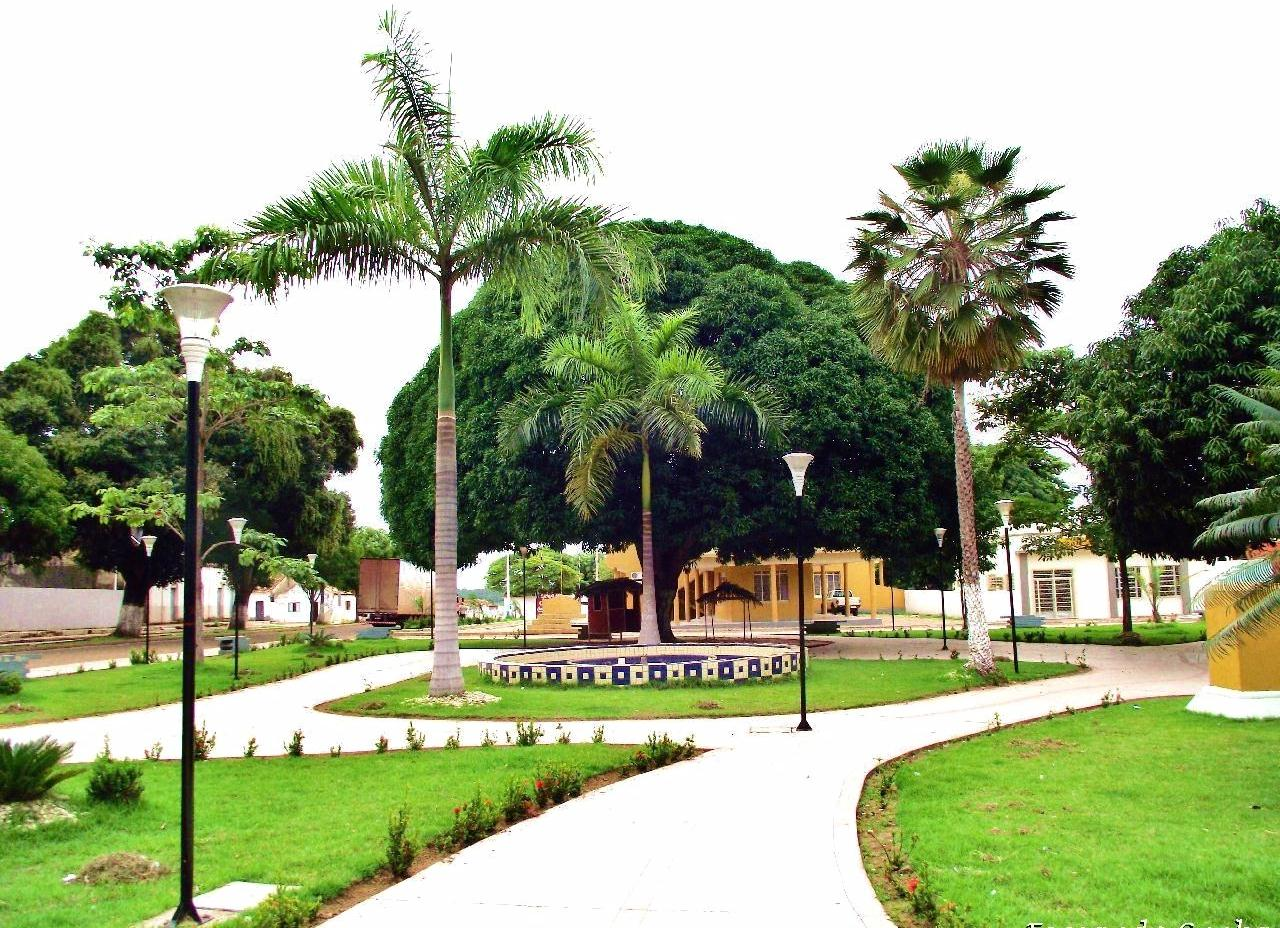
Praça Alípio Carvalho, centro histórico de Carolina (MA).